# En garde ! (Guesde)
Pour les articles homonymes, voir En garde !.

En garde ! est une publication de 1911, préfacée par Bracke, qui réunit des articles de Jules Guesde selon trois thématiques Contre les contrefaçons, les mirages et la fausse monnaie des réformes bourgeoises, des « avoirs constatés si actuels, si marqués au sceau de l'heure présente, et (...) déjà si anciens ».
Ces articles « mettent utilement en garde les prolétaires d'aujourd'hui comme ils mettaient en garde les prolétaires d'hier, contre les leurres, les pièges, les déviations qui risquent de les arrêter ou de les ralentir dans leur marche vers l'affranchissement ». Ce sont ces contrefaçons du socialisme, ces mirages créés par de fausses apparences et la fausse monnaies des réformes, ces « vieilles erreurs et machinations qu'on veut faire prendre aux travailleurs pour des nouveauté d'où sortira le salut. »

## Contrefaçons et Mirages
- Anarchisme
  - Anarchisme et socialisme, in Le Socialiste, 27 février 1886.
  - Le Premier Mai et les pouvoirs publics, in Le Socialiste, 22 avril 1891.
- Socialisme dit rationnel
  - A la Rédaction du prolétaire, in Le Prolétaire, 11 janvier 1879.
  - A la Rédaction du prolétaire, in Le Prolétaire, 15 janvier 1879.
- Manuelisme
  - Candidature ouvrière et candidature de classe,in Le Citoyen de Paris, août 1881.
  - Pas d'erreur !, in Le Socialisme, 22 octobre 1889.
- Services dits publics; Régies
  - La taxation et les boulangeries municipales, in Le Cri du peuple, 9 octobre 1884.
  - Un dernier mot, in Le Cri du peuple, 10 octobre 1884.
- Antisémitisme
  - Réponse à MM. Drumont, Morès et leurs amis, au meeting des Milles-Colonnes, le 8 juillet 1892.
- Communalisme
  - La fin d'une erreur, in L'Égalité, 7 mai 1882
  - L'automaniaquisme, in L'Égalité, 28 mai 1882
- L'automanisme, in L'Égalité, 26 décembre 1882
  - Le Parti et les Élections municipales, in Le Socialiste, 24 novembre 1907
- Corporatisme
  - Sans nom, in Le Citoyen, 2 décembre 1881
  - Les fausses notes du « Clairon », in Le Citoyen de Paris, 5 décembre 1881
  - L'incapcité bourgeoise démontré par le « Clairon », in Le Citoyen de Paris, 7 décembre 1881
- Coopératisme
  - M. Corbon., in L'Égalité, 23 juin 1880 et 25 août 1880
- Grève générale
  - Réponse ouverte, in Le Socialiste, 16 octobre 1892
  - Parlementarisme et Révolution, in Le Socialiste, 10 novembre 1894
  - La grève des chemins de fer, in Le Socialiste, 21 août 1898
- Grève militaire
  - sans titre, in Le socialisme, 26 août 1891
  - La Congrès de Bruxelles et le militarisme, in Le Socialiste, 2 septembre 1891
- Boulangisme
  - Lettre à Vaillant, le 10 janvier 1889 à Arcachon
- Une formule prétendu communiste
  - Un vieux cliché, in L'Égalité, 14 mai 1882
- Syndicalisme
  - Aujourd'hui comme hier, in Le Socialiste, 10 septembre 1887
  - Nécessité et insuffisance, in Le Socialiste, 1894 (sic)
  - Un premier mot, in Le Petit sou, 5 décembre 1900
  - Autre côté de la question, in Le Petit sou, 27 décembre 1900
- Démocratie chrétienne
  - L'Encyclique, in Le Socialisme, 17 juin 1891
  - Réponse à un démocrate-chrétien, in Le Socialiste, 14 août 1898
- Méthode
  - L'ordre révolutionnaire', in L'Égalité, 22 octobre 1882
  - Vive la Démocratie-Socialiste !, in Le Socialiste, 9 novembre 1890
  - La voix de l'Histoire, in Le Socialiste, 23 novembre 1890
- Le socialisme et la Révolution française
  - in Le Socialisme, 12 octobre 1890
- La femme et son droit au travail
  - in Le Socialiste, 9 octobre 1898
- Participation ministérielle
  - in Congrès général des Organisations socialistes françaises (Extrait du compte rendu sténographique officiel), 1899
- Pacifisme
  - Un congrès de fous, in Le Socialiste, 31 juillet 1898
  - Le tsar s'amuse, in Le Socialiste, 4 septembre 1898
  - 'Pourquoi, in Le Socialiste, 11 octobre 1898
- Le Socialisme de Gérolstein, in Le Socialiste, 21 août 1893

## Fausse monnaie des réformes
- Réforme et Révolution, in Le Citoyen, 18 avril 1881
- Le Choléra réformateur, in Le Cri du peuple, 15 août 1885
- Un rapport instructif, in Le Cri du peuple, 31 mars 1884
- Les Crises, in Le Socialiste, 20 août 1887
- Notre revision, in Le Citoyen de Paris, 4 juin 1881
- La vrai revision, in Le Cri du Travailleur du Nord, 14 avril 1888
- Protection et libre-échange,  in L'Égalité, 11 février 1880
- Refonte judiciaire, in Le Citoyen, 1er juillet 1882
- La Justice condamnée par la Science, Le Citoyen, 2 juillet 1882
- La semaine des aveux, in L'Egalité, 23 juin 1878
- Quelques effets de la loi sur l'enseignement primaire obligatoire, in L'Egalité, 1er avril 1882
- Faites vos malles !, in Le Socialiste, 3 septembre 1887
- Imbécile, in Le Socialiste, 10 septembre 1887
- Laïcité à faire, in Le Socialiste, 22 octobre 1887
- La liberté du travail, in Le Citoyen, 30 octobre 1881
- Le projet Guérin, in Le Citoyen, 31 octobre 1881
- Changez de classe !, in Le Cri du peuple, 29 avril 1884
- Appliquez le Code !, in Le Cri du Peuple, 2 septembre 1884
- un rapport écrasant, in Le cri du Peuple, septembre 1884 (sic)
- Poudre aux yeux,  in Le cri du Peuple, 26 juin 1885
- La participation aux bénéfices (1), in Le cri du Travailleur, 5 janvier 1888
- Une fausse piste, in L'Action, 29 novembre 1887
- L'héritage, in L'Action, 5 juin 1887
- La vérité sur le chômage, in Le Socialiste, 26 janvier 1896
- L'ouvrier propriétaire, in Le Socialiste, 31 janvier 1892
- Crédit-assassin, in Le Cri du Peuple, 23 avril 1884
- La Vérité sur les retraites. , in Le Socialisme, 6-13 janvier 1901
- Les retraites à la Chambre, in Journal officiel, 31 mars 1910
- Aux pieds des patrons, in Le Petit Sou, 26 novembre 1900
- L'État comateux, in Le Cri du Peuple, 24 décembre 1884

## Polémiques
- Louis Blanc
  - « A l'Homme libre. », in Les Droits de l'Homme, 5 janvier 1877
  - Une Lettre de M. Louis Blanc, in L'Égalité, 28 janvier 1880
- Littré
  - La République socialiste et M. Littré, in La Révolution Française, 13 mai 1879
- L'Indépendant Rémois 
  - Notre réponse., in L'Égalité, 10 mars 1880 et 24 mars 1880
- Ed. Champury
  - Myopie ou mensonge., in L'Égalité, 9 avril 1888
- Ferdinand Faure
  - La bourgeoisie et ses avocats en province., in L'Égalité, (I) 30 juillet et (II) 6 août 1882
- Ernst Haeckel
  - Transformisme et socialisme. - Réponse à Hœckel (sic), in 'La Révolution Française, mai 1879 (sic)
- Léon XIII
  - A Monsieur Léon XIII, pape de son état, en son palais du Vatican, Rome, Janvier 1879 à la prison Sainte Pélagie
- Spuller
  - Spulleriana, in Le Citoyen français, 28 septembre 1881
- Ranc
  - Les déclamateurs, in Le Cri du peuple, 17 janvier 1884
  - Opportunisme et Radicaux, in Le Cri du peuple, 2 février 1884
- A. Laisant
  - Oui ou non, in Le Cri du peuple, 20 avril 1885
  - Tous Socialistes !, in Le Cri du peuple, 25 avril 1885
- Jules Claretie
  - Un pitre, in Le Cri du peuple, 10 mai 1885
- Camille Dreyfus
  - Un problème, in L'Action, 19 août 1887
- Jules Simon
  - A l'école !, in Le combat, 7 mai 1890
- Yves Guyot
  - Le nombre et la force, in Le Matin, septembre 1894
  - Yves Guyot et la Commune, in La Petite République, mars 1894
- Edmond Demolins
  - Edmond Demolins, in Le Socialiste, 7 février 1892
- Hector Depasse
  - Collectivisme et grands magasins, in Le Socialiste, 5 mars 1893
- Arthur Desjardins
  - Un mabouliste, in Le Socialiste, 27 janvier 1894
- R. Poincaré
  - Instruisez-vous !, in La petite République, 10 mars 1894
- Georges Leygues
  - Ni contradiction ni variation, in Le Socialiste, 4 mars 1894
- Joseph Reinach
  - Avant et Après, in Le Matin, 15 mars 1894
- Paul Leroy-Beaulieu
  - M. Paul Leroy-Beaulieu socialiste, in Le Socialiste, 14 février 1894
- Charles-M. Limousin
  - Le Socialisme et la Question sociale, in Le Socialiste, 27 novembre 1898